# 大畑亮太
大畑 亮太（おおはた りょうた、2002年7月2日 - ）は、ジャパンラグビーリーグワンの浦安D-Rocksに所属しているラグビーユニオン選手。

## 略歴
小学1年の時、キッズラグビーとりみ（奈良県奈良市）でラグビーを始める。
東海大学付属大阪仰星中等部（中学）に進学し、全国大会優勝する。大阪府中学選抜として出場した全国ジュニア大会でも優勝を果たした。
東海大学付属大阪仰星高等学校に進み、高2・高3で花園（全国高等学校ラグビーフットボール大会）に出場し、両年ともベスト8となる。高3の花園では優秀選手に選ばれた。
筑波大学に入って、1年時は関東大学対抗戦3試合に出場し、慶應義塾大学戦では1トライを挙げた。2年時は関東大学対抗戦、大学選手権合わせて7試合で先発した。
2025年1月20日、ジャパンラグビーリーグワンの浦安D-Rocksへ、アーリーエントリーによる入団を発表した。同年3月、筑波大学卒業。同年6月、ベルファストRFCに留学。